# Хуан де Еррера
Хуáн Баутіста де Еррéра (ісп. Juan de Herrera; близько 1530, Роїс, район Сантандер, Іспанія — 15 січня 1597, Мадрид, Іспанія) — іспанський архітектор та вчений, представник Пізнього Відродження, творець «неприкрашеного» стилю ренесансного зодчества.
Еррера був одним з видатних архітекторів Іспанії XVI століття. Як справжній представник епохи Відродження цікавився багатьма областями науки. Його робота Discurso sobre la figura cúbica («Мова про кубічну форму») показує його прекрасні пізнання в геометрії та математиці.

## Походження та ранні роки
Хуан де Еррера був родом з дворянської родини, що проживала в місті Мовельян провінції Астурія. До весни 1548 навчався в університеті Вальядоліду. У 1547—1551 супроводжував Філіпа II в поїздці до Італії та Брюсселю як придворний, а з 1551 по 1559 знову побував з королем в Італії, де брав участь у військових компаніях Карла V, а потім перемістився в Юсте.

## Кар'єра
Кар'єра архітектора почалася в 1561 з роботи над королівським палацом в Аранхуесі. З 1559 брав участь як помічник головного архітектора Хуана де Толедо в будівництві монастиря-палацу Ескоріал, а з 1567 по 1584 очолював роботи. Зберігши загальне планування комплексу, Еррера збільшив розмір будівлі, подвоїв число його поверхів та об'єднав всі чотири фасади загальним карнизом. Крім того, він спроектував церкву (1574—1582) та побудував лазарет. Уже в цій роботі видно характерний стиль архітектора, що відрізняється строгістю архітектурних форм та відсутністю прикрас. Цей стиль був названий «неприкрашеним» (ісп. desornamentado) або «ерререско» (ісп. herreresco, за ім'ям автора) і аж до середини XVII століття використовувався в іспанській архітектурі.
Після 1567 працював над літнім палацом в Аранхуесі, а в 1583—1598 займався проектом Севільського торгового дому, будівлю якого останнім часом займає Архів Індій. У 1585 зайнявся кафедральним собором у Вальядоліді, який пізніше послужив моделлю для соборів в Мехіко та в Лімі. Сам Вальядолідський собор в XVIII столітті був сильно змінений А. де Чуррігерою, тому дійшов до теперішнього часу в реконструйованому вигляді.
Інші творіння Хуана де Еррери:
- Міст Сеговія в Мадриді — 1584
- Південний фасад замку Алькасар в Толедо (кінець XVI ст.),
- Міст Пальмас в Бадахосі (1596)
- Пласа-Майор в Мадриді — початковий проект площі був виконаний Еррерою.

## Галерея

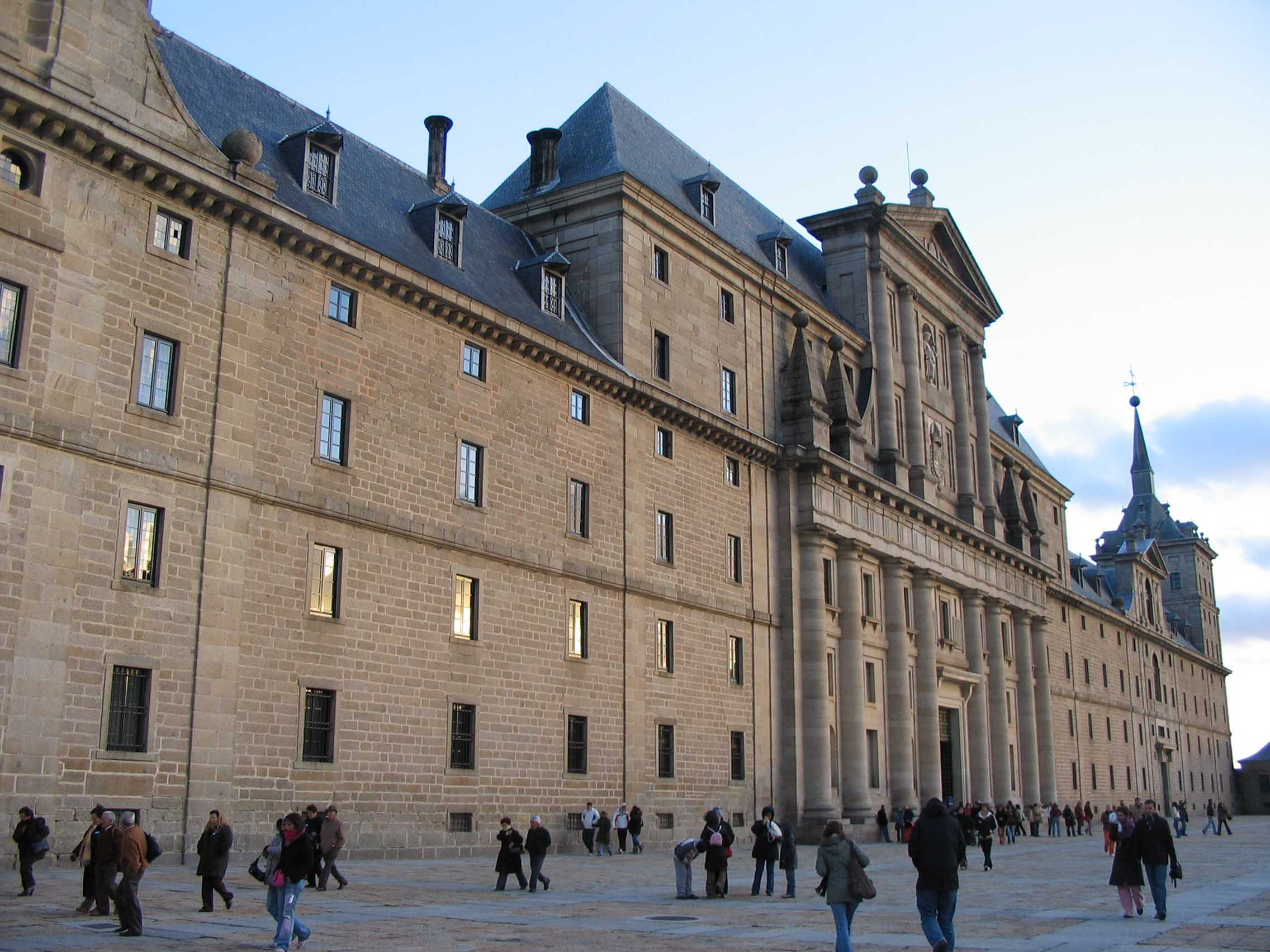
Фасад монастиря Ескоріал
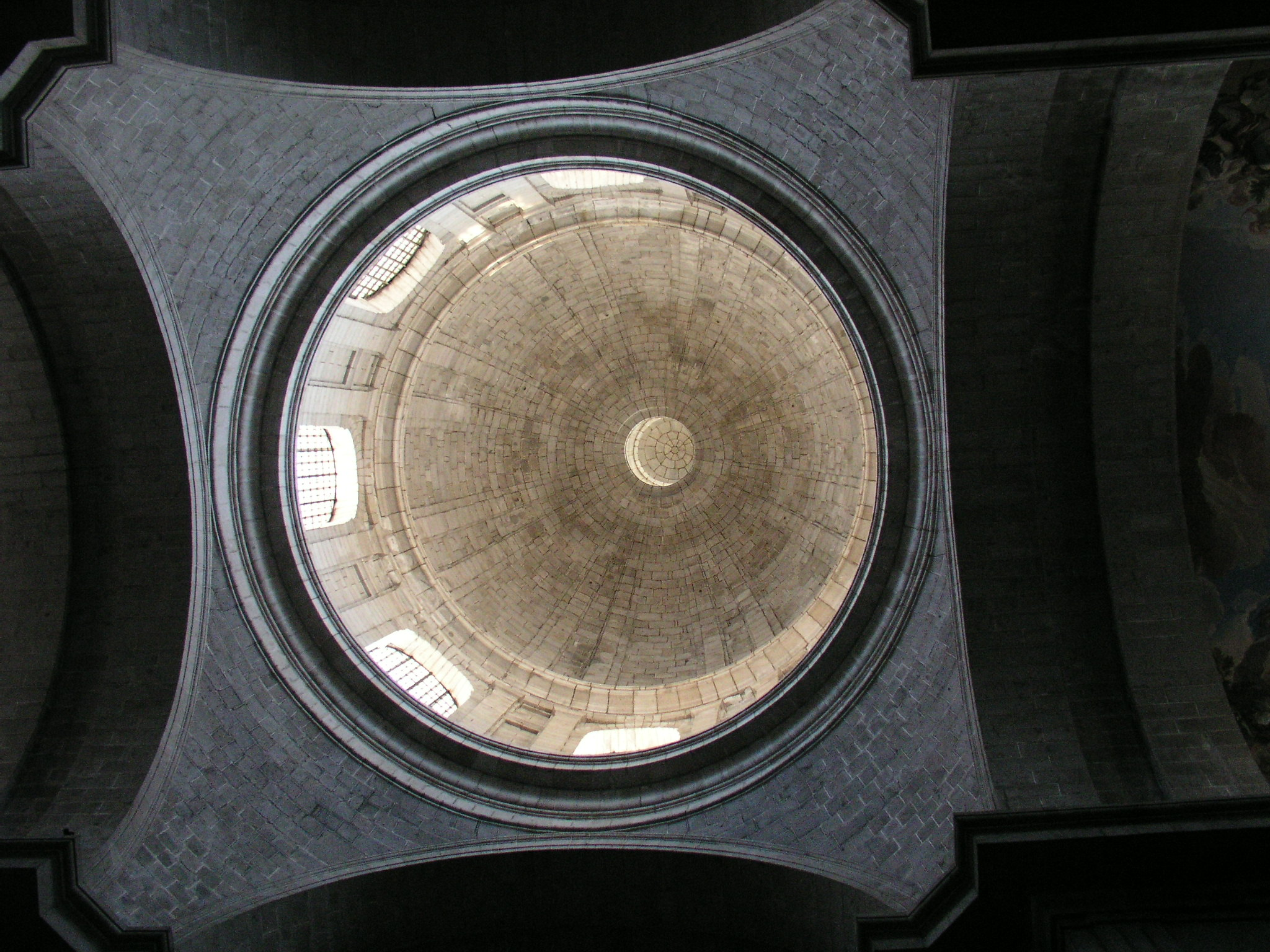
Купол базиліки з Ескоріалі
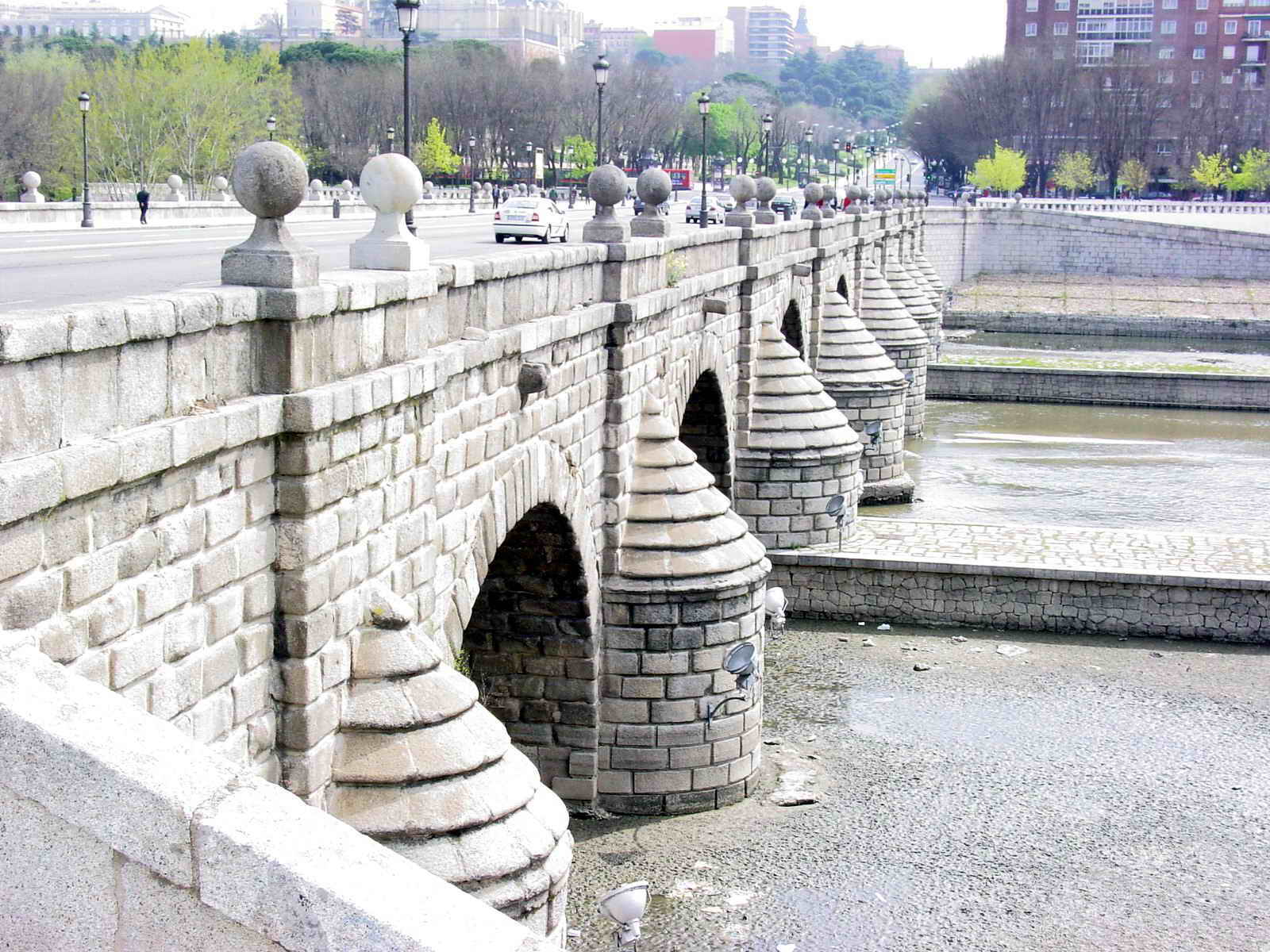
Сеговійський міст в Мадриді
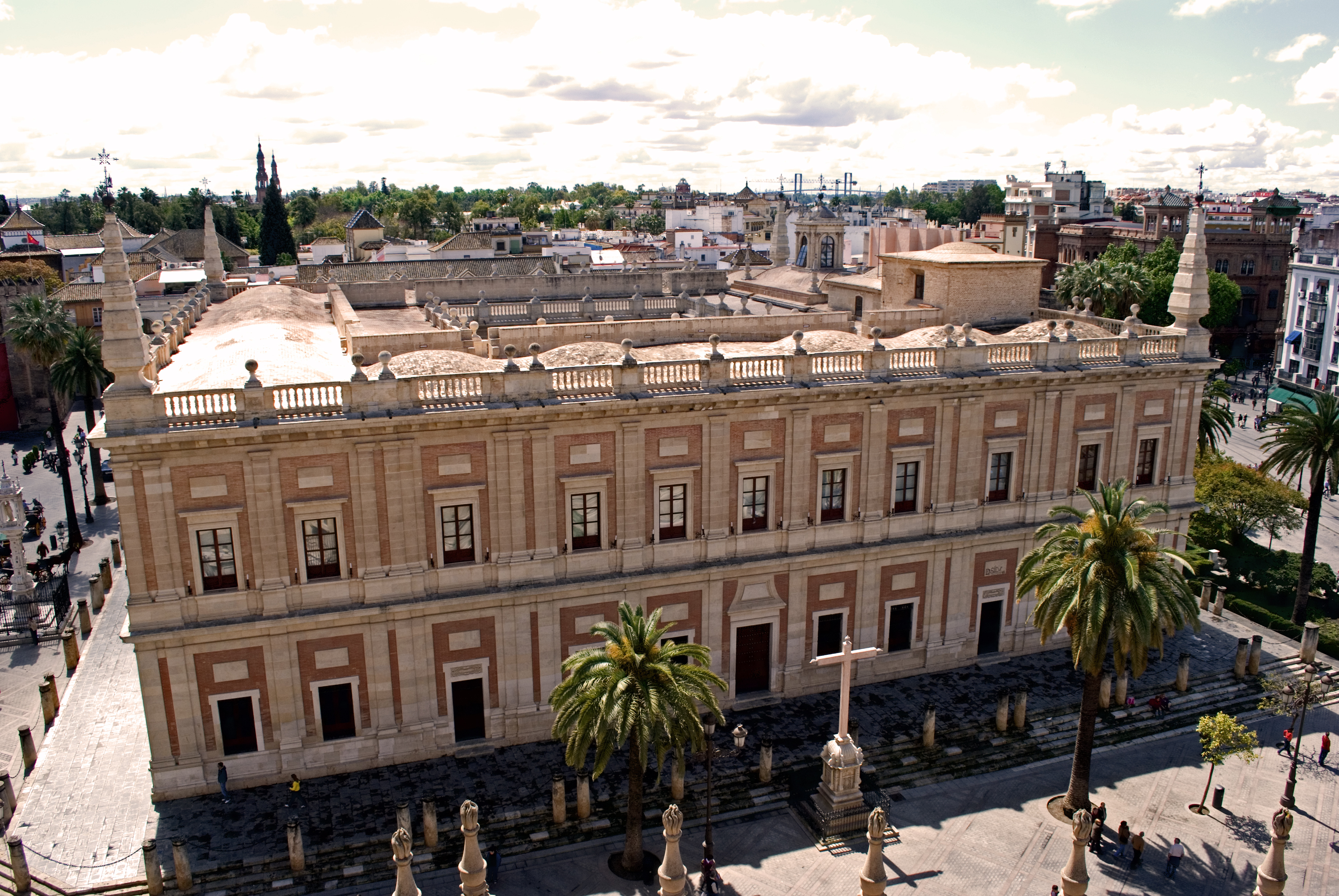
Головний Архів Індій в Севільї
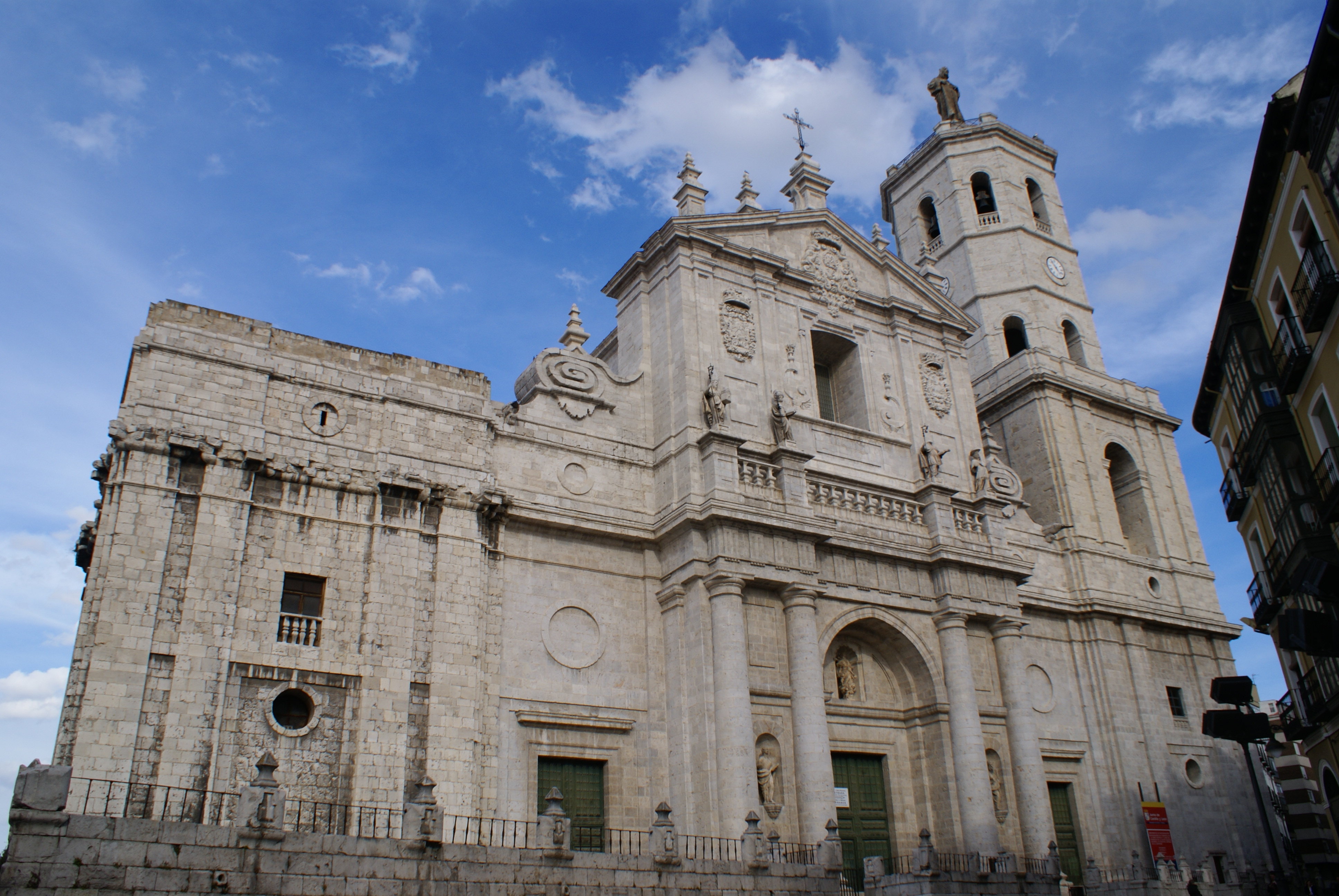
Собор у Вальядоліді
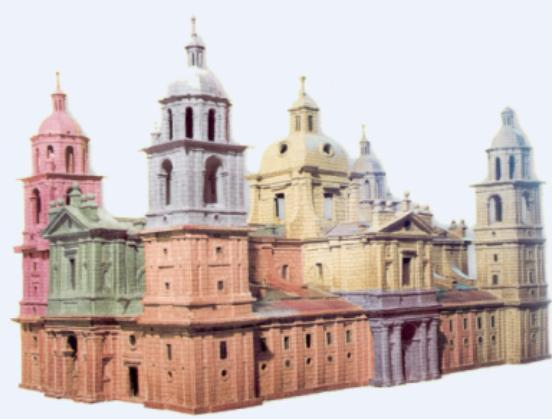
Модель проекту собору в Вальядоліді